# Drasteria flexuosa
Drasteria flexuosa — вид метеликів з родини еребід (Erebidae).

## Поширення
Вид мешкає в напівпустелях і пустелях на сході Єгипту, в Ізраїлі, Йорданії, Сирії, Ірані, Казахстані, Китаї, Монголії та Афганістані.

## Спосіб життя
За рік буває два покоління. Метелики літають з лютого по травень і з жовтня по листопад. Личинки харчуються листям Alhagi sparsifolia (один з видів верблюжої колючки).